# Hræsvelgr
Nella mitologia norrena, Hræsvelgr, è un gigante. Secondo il Vafþrúðnismál il vento è prodotto da Hræsvelgr, il quale, sotto forma di aquila, siede alla fine del cielo e agita le sue ali. Tale citazione è ripresa anche da Snorri Sturluson nella sua Edda in prosa, nel Gylfaginning XVIII. È stato ipotizzato che l'aquila possa essere la stessa su cui il falco Veðrfölnir è seduto; nessuna fonte conferma però questa che rimane pertanto solo un'ipotesi.

## Hræsvelgr nella cultura di massa

### Animazione
- In Zegapain, anime giapponese del 2006 della nota casa produttrice Sunrise, Hræsvelgr (scritto anche Hraesvelg) è il nome di uno dei mecha utilizzati dai protagonisti per i combattimenti.
- In Saint Seiya: Soul of Gold è il simbolo del God Warrior Baldr.

### Videogames
- In Fire Emblem: Three Houses la leader della casa dell'Aquila Nera e successivamente imperatrice dell'Impero Adrestiano, Edelgard von Hræsvelgr, prende il nome del suo casato proprio dal leggendario Jotunn aquilino della mitologia norrena con lo stesso nome. Lo stemma sia delle Aquile Nere sia dell'Impero Adrestiano è infatti un'aquila bicefala (o bicipite), simile all'aquila quaternione usata storicamente dal  Sacro Romano Impero. Il fatto che anche la nobiltà tedesca utilizzasse la particella "von" per separare il nome dal cognome avvalora questo parallelismo tra il Primo Reich e l'impero fittizio del sedicesimo capitolo della serie videoludica Fire Emblem.
- Yveltal, il Pokémon leggendario che appare nella copertina di Pokémon Y, è in larga parte ispirato a Hræsvelgr.
- In God of War, videogioco del 2018, Hræsvelgr fa la sua apparizione nel regno di Helheim, dove sorveglia il passaggio dei morti verso il cuore del regno. Non ha un ruolo attivo nella storia.
- In God of War Ragnarök, seguito di God Of War uscito nel 2022, Hræsvelgr assume un ruolo parzialmente attivo durante la visita di Helheim da parte di Kratos e Atreus, dopo che questo insieme a Thrud Thorsdottir liberò Garmr in una spedizione per volere di Odino.
- Nel videogioco Ace Combat Zero Hresvelgr è il nome di un aereo-fortezza che bisogna distruggere dopo che essa assalta la base di Valais.
- Nel videogioco Seven deadly sins: Grand cross, Hræsvelgr è un boss a fasi, di una modalità chiamata nido della bestia demoniaca, prima di 4, tutte di mitologia norrena - l'uccello Hræsvelgr, il cervo Eikþyrnir, i cani Sköll and Hati, il serpente Nidhoggr. È raffigurato come un enorme uccello rapace bianco, dagli occhi azzurri e corna nere con crepe che lasciano intravedere una luminescenza colore ghiaccio. È capace di creare tifoni e volare nella tempesta, oltre che attaccare con fulmini creati dalle sue corna.

## Hræsvelgr nelle altre mitologie
Tracce di un'aquila con il potere di dominare i venti, si hanno anche nella cultura greca in particolare nella vicenda in cui Chirone, dopo aver curato Achille, si perse nella strada del ritorno verso casa. Quest'aquila, inviatagli da Zeus, lo aiutò a ritrovare la via verso casa.